# Rhabdomastix (Rhabdomastix) brittoni
Rhabdomastix (Rhabdomastix) brittoni is een tweevleugelige uit de familie steltmuggen (Limoniidae). De soort komt voor in het Nearctisch gebied.